# Валрам IV фон Тирщайн
Валрам IV фон Тирщайн (на немски: Walram IV von Thierstein; † 9 юли 1386 при Земпах) е граф на Тирщайн и господар на Пфефинген в Севернозападна Швейцария.

## Биография
Той е син на граф Валрам III фон Тирщайн († 22 май 1403) и първата му съпруга фон Раполтщайн († сл. 1368), (вероятно извънбрачна дъщеря) на фрайхер Йохан III фон Раполтщайн/II († 1362) и Елизабет фон Геролдсек-Лар († 1341). Внук е на граф Валрам II фон Тирщайн, пфалцграф на Базел († 1356) и Агнес фон Нойенбург-Арберг († пр. 1345). Баща му се жени втори път за Гизела фон Кайзерсберг († 1381) и трети път за графиня Анна фон Фюрстенберг († 1401), дъщеря на граф Хайнрих IV фон Фюрстенберг († 1408) и Аделхайд фон Хоенлое-Вайкерсхайм († 1370), която при друг изтрочник е първата му съпруга.
Брат е на граф Йохан II фон Тирщайн († 9 юли 1386 при Земпах) и на Лудвиг фон Тирщайн († 1402). Той има две сестри Анна фон Тирщайн († 1401) и Верена фон Тирщайн († сл. 1417).
През края на 12 век графовете фон Тирщайн наследяват замък Пфефинген от графовете фон Заугерн. През средата на 13 век замъкът е реставриран и фамилията фон Тирщайн резидират там. През началото на 14 век замъкът е зависим от епископство Базел и отношенията между епископа и род Тирщайн не са най-добри. През 1335 г. епископът на Базел обсажда неуспешно замъка. Около средата на 14 век фамилията Тирщайн се разделя на две линии. Едната линия живее веднага във Фарнсбург, а другата в Ной-Тирщайн и Пфефинген. Със смъртта на Освалд II (1513) и Вилхелм (1519) фамилията Тирщайн-Пфефинген измира. След това Базел окупира замъка.
Валрам IV фон Тирщайн е убит на 9 юли 1386 г. в битката при Земпах, Швейцария, както и брат му Йохан II и зет му граф Йохан фон Фюрстенберг, по време на войните между Швейцария и Хабсбургите.

## Фамилия
Валрам IV фон Тирщайн се жени пр. 4 април 1369 г. за Аделхайд фон Баден († между 19 юли 1370 и 31 декември 1373), вдовица на маркграф Рудолф V фон Баден († 1361), втората дъщеря на Рудолф Хесо († 1335) и Йохана от Бургундия († 1349). Те имат децата:
- Бернхард фон Тирщайн († 13 декември 1437), пфалцграф, граф на Тирщайн, господар на Пфефинген, женен I. ок. 1401 г. за графиня Ита фон Тогенбург († ок. 20 юни 1414), II. сл. 20 юни 1414 г. за Хенриета фон Бламонт († 1434)
- Йохан II фон Тирщайн († 27 юли 1455, Пфефинген), пфалцграф, граф на Тирщайн, господар на Блумберг и Пфефинген, женен I. за Катарина фон Гранге († 1411), II. сл. 1411 г. за Гертруд фон Винек († сл. 1445)
- Анна фон Тирщайн († ок. 7 ноември 1382), омъжена за граф Йохан фон Фюрстенберг-Филинген-Хазлах († 9 юли 1386, убит в битката при Земпах)
- Валраф фон Тирщайн